# George D. Beauchamp
George Delmetia Beauchamp (* 18. März 1899 im Coleman County in Texas; † 30. März 1941 in Los Angeles; englische Aussprache des Nachnamens: „Beechum“ bzw. „Beecham“) war ein US-amerikanischer Musiker, Musikinstrumentenbauer und Erfinder sowie Mitgründer der Musikinstrumentenbau-Firmen National Stringed Instrument Corporation und Rickenbacker. Beauchamp war einer der Pioniere bei der Entwicklung der elektrischen Verstärkung von Zupfinstrumenten, insbesondere bei der Entwicklung der E-Gitarre.

## Leben und Werk

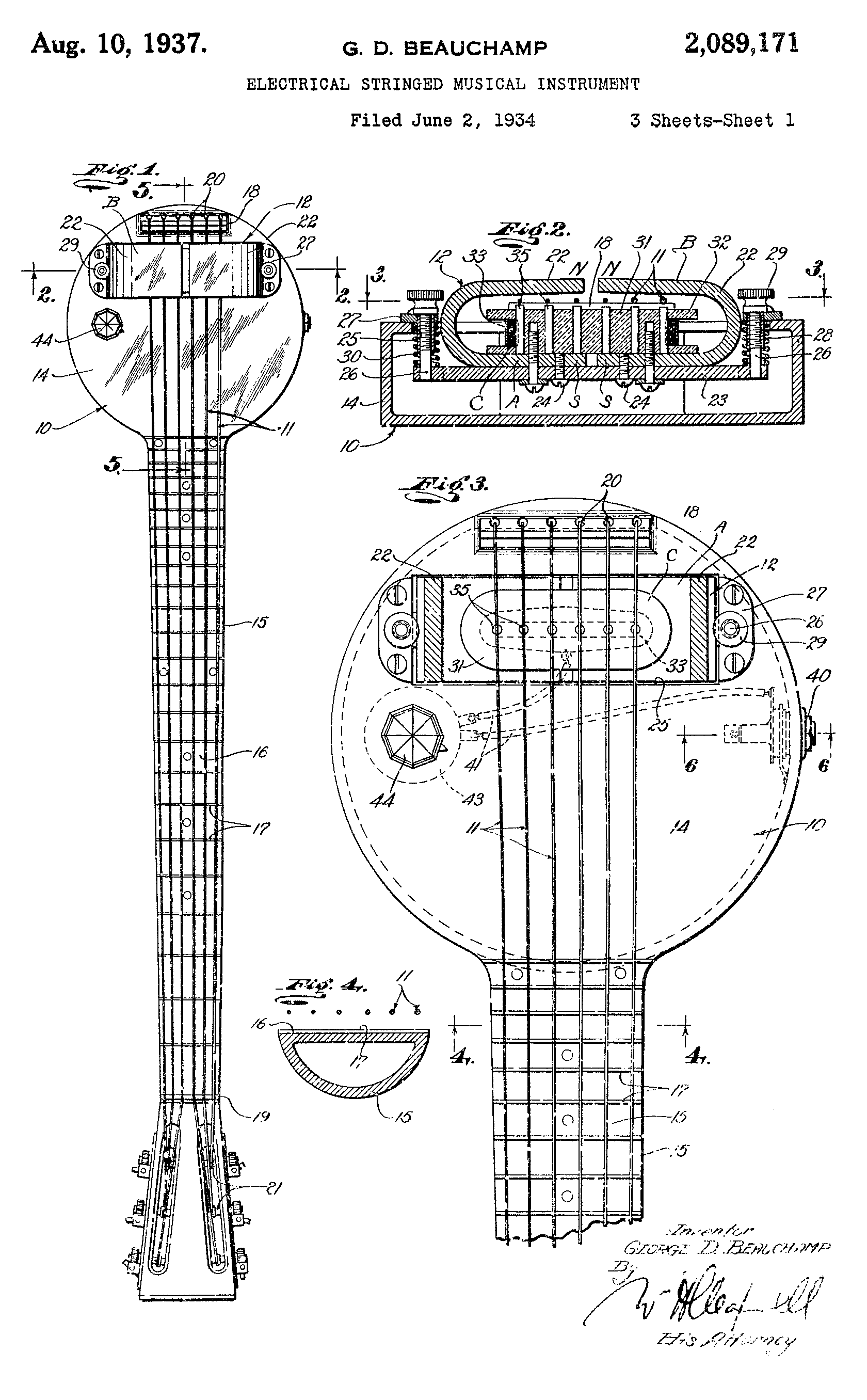
US-Patentzeichnung für die Frying-Pan-Gitarre mit dem von George Beauchamp entwickelten Tonabnehmer

In den 1920er-Jahren experimentierte Beauchamp mit der Verstärkung der akustischen Lautstärke von Zupf- und Streichinstrumenten. Eines seiner Experimente bestand darin, an den Korpus einer Violine einen nach vorne gerichteten Schalltrichter zu montieren. Darüber hinaus war er ab 1925 mit den Brüdern Dopyera (die später die Gitarrenbau-Firma Dobro gründeten) an der Entwicklung der Resonatorgitarre beteiligt. Im Jahr 1929 erhielt Beauchamp ein US-Patent für das Konstruktionsprinzip einer Resonatorgitarre mit nur einem statt dreier Schalltrichter (englisch: single-cone).
Bereits im Jahr 1925 hatte Beauchamp in der Firma National zunächst als Autodidakt mit Versuchen zur elektrischen Verstärkung der Schwingungen von Saiten begonnen. Nachdem er die Firma verlassen hatte, setzte er seine Forschungen im Privaten fort und belegte Abendkurse in Elektrotechnik. Nach vielen erfolglosen Versuchen erfand Beauchamp 1931 den ersten in Serie hergestellten elektromagnetischen Tonabnehmer für Gitarren. Dieser bestand aus einer Spule Kupferdraht um sechs Polköpfe sowie aus zwei einander hochkant gegenüberstehenden Hufeisenmagneten, zwischen denen die Stahlsaiten einer Lap-Steel-Gitarre am Steg hindurchliefen. Für den Tonabnehmer, aufgrund seiner Konstruktionsform Horseshoe Pickup („Hufeisen-Tonabnehmer“) genannt, beantragte Beauchamp im Juni 1934 ein US-Patent, das ihm am 10. August 1937 erteilt wurde. Ebenfalls im Jahr 1931 hatte Beauchamp mit seinem Kollegen Adolph Rickenbacher die Firma Ro-Pat-In gegründet, die kurz darauf in Electro String umbenannt wurde. Das Unternehmen vermarktete die gemeinsam mit Rickenbacker und dem Gitarrenbauer Paul Barth entwickelte erste elektrisch verstärkbare Hawaii-Gitarre, die Beauchamps Tonabnehmer trug – das Gitarrenmodell, das später als Rickenbacker Frying Pan („Bratpfanne“) bekannt wurde.
George D. Beauchamp starb am 30. März 1941 im Alter von 42 Jahren beim Hochseeangeln an einem Herzinfarkt.